# Sezze
Sezze – miejscowość i gmina we Włoszech, w regionie Lacjum, w prowincji Latina.
Według danych na rok 2004 gminę zamieszkiwało 21 779 osób, 215,6 os./km².
Urodził tu się dyplomata papieski abp Constantino Ajutti.

## Miasta partnerskie
- Kozármisleny